# El Vigía Villalbés
El Vigía Villalbés fue un periódico editado en Villalba entre 1913 y 1914.

## Historia y características
Periódico con tendencias religiosas, apareció en 1913. Se publicaba con el lema "Por tu prosperidad, Villalba, vigilaré constantemente". El último número del que se tiene constancia es el 14, correspondiente al 7 de marzo de 1914.